# 郑濂 (乾隆举人)
郑濂（？—？），浙江遂安（浙江淳安）人，清朝政治人物。举人出身。

## 生平
乾隆五十五年，擔任金山縣知縣。次年，接替王桂怀任华亭县知县一职，1792年由曾应尼接任。

## 延伸阅读
[在维基数据编辑]
 《明史卷二百九十六》，出自《明史》